# Rue Héré
La rue Héré est une rue de la commune de Nancy, comprise au sein du département de Meurthe-et-Moselle, en région Lorraine.

## Situation et accès
La rue Héré, d'une direction générale nord-sud, est sise à la limite de la Ville-vieille et de la Ville-neuve. Administrativement, la voie appartient au quartier Ville Vieille - Léopold.
Elle relie la place Stanislas, à son extrémité méridionale, et la place de la Carrière, au cœur de l'ensemble urbanistique du XVIIIe siècle imaginé par Stanislas Leszczynski, Duc de Lorraine et beau-père de Louis XV. La rue est devenue une voie piétonne en 2005, à la suite de la rénovation de la place Stanislas. Côté place de la Carrière, la rue est fermée par l'Arc Héré, avec trois ouvertures en son sein.

## Origine du nom
La rue est nommée d'après Emmanuel Héré, artiste lorrain de la Renaissance.

## Historique
L'histoire de la rue Héré se confond avec la construction de la place Stanislas voisine, effectuée au cours du XVIIIe siècle. La voie fut successivement nommée « rue du Passage », « rue Marat » en 1793, « rue Napoléon » jusqu'en 1815, puis « rue Royale » ou « Trottoirs Stanislas » avant de prendre son nom actuel en 1867.

## Bâtiments remarquables et lieux de mémoire
- Arc Héré, objet d’un classement au titre des monuments historiques depuis 1923[2].
- no 13 : Immeuble, édifice objet d’un classement au titre des monuments historiques depuis 1928[3].
- no 15 : Immeuble, édifice objet d’un classement au titre des monuments historiques depuis 1928[4].
- no 16 : Immeuble, édifice objet d’un classement au titre des monuments historiques depuis 1928[5].
- no 17 : Immeuble, édifice objet d’un classement au titre des monuments historiques depuis 1928[6].
- no 18 : Immeuble, édifice objet d’un classement au titre des monuments historiques depuis 1928[7].
- no 19 : Immeuble, édifice objet d’un classement au titre des monuments historiques depuis 1928[8].
- no 20 : Immeuble, édifice objet d’un classement au titre des monuments historiques depuis 1928[9].
- no 21 : Immeuble, édifice objet d’un classement au titre des monuments historiques depuis 1928[10].
- no 22 : Immeuble, édifice objet d’un classement au titre des monuments historiques depuis 1928[11].
- no 23 : Immeuble, édifice objet d’un classement au titre des monuments historiques depuis 1928[12].
- no 24 : Immeuble, édifice objet d’un classement au titre des monuments historiques depuis 1928[13].
- no 26 : Immeuble, édifice objet d’un classement au titre des monuments historiques depuis 1928[14].
- no 28 : Immeuble, édifice objet d’un classement au titre des monuments historiques depuis 1928[15].

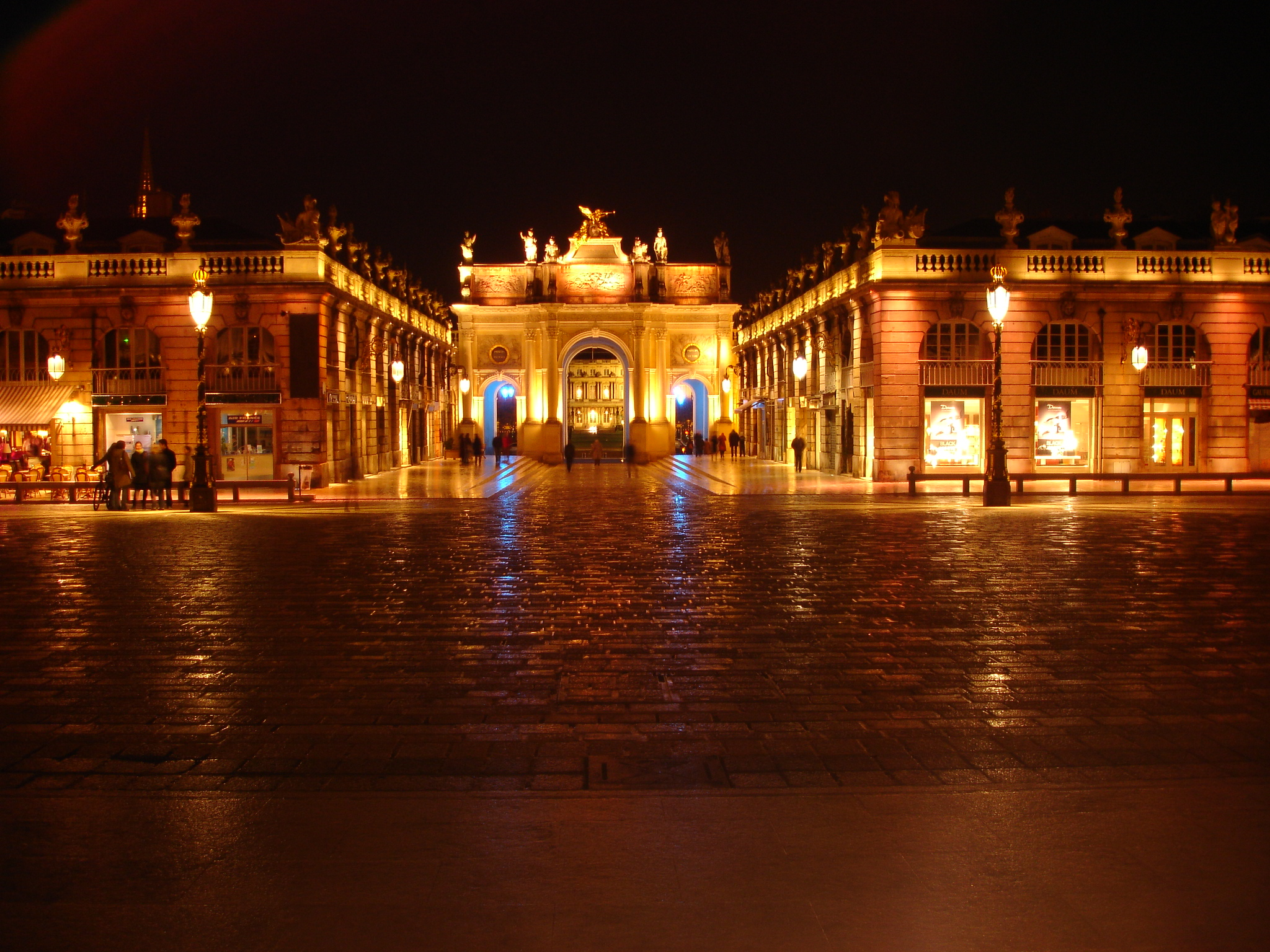
Vue nocturne sur la rue Héré depuis la place Stanislas.
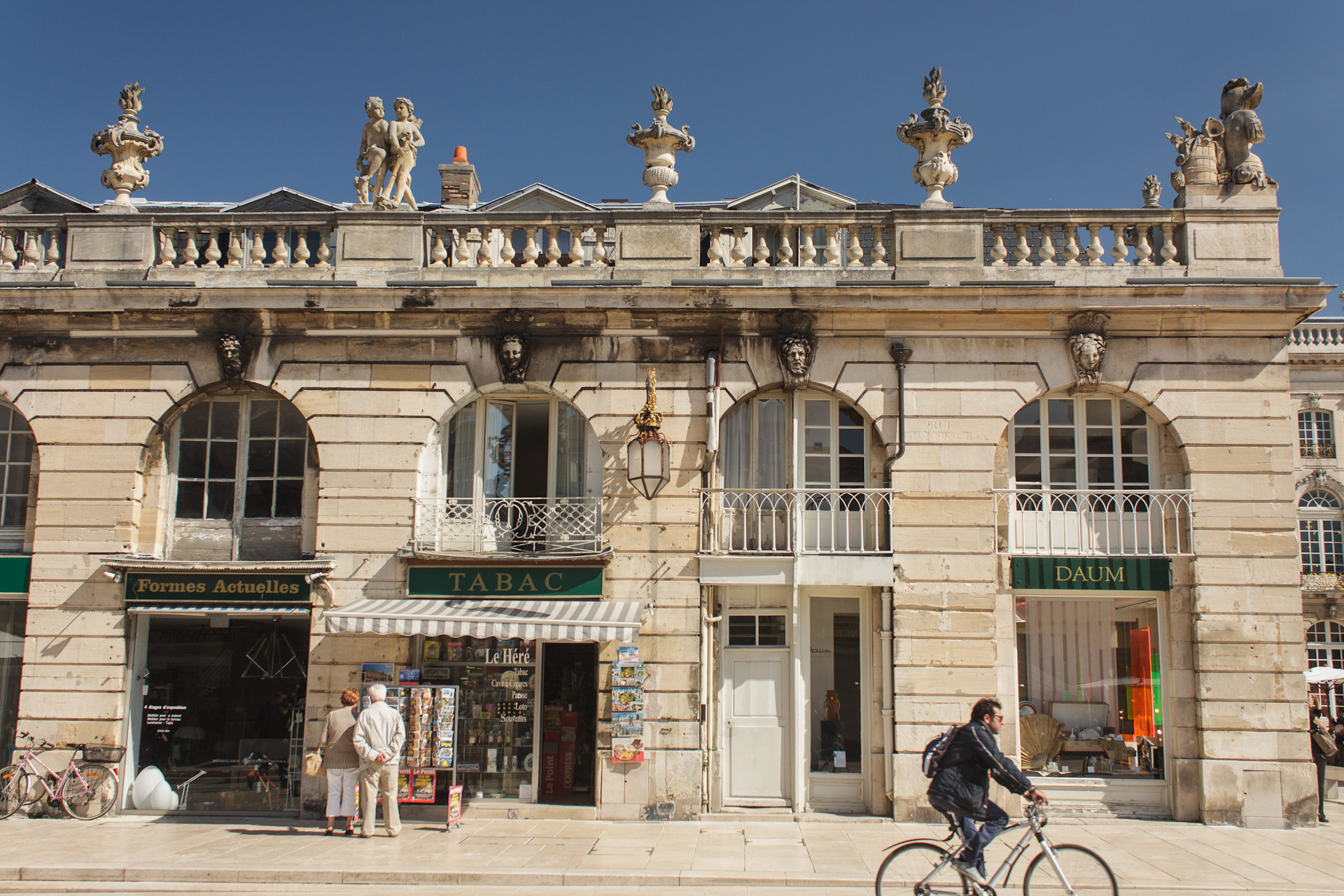
Immeubles, aux 16, 18 et 20 de la rue.
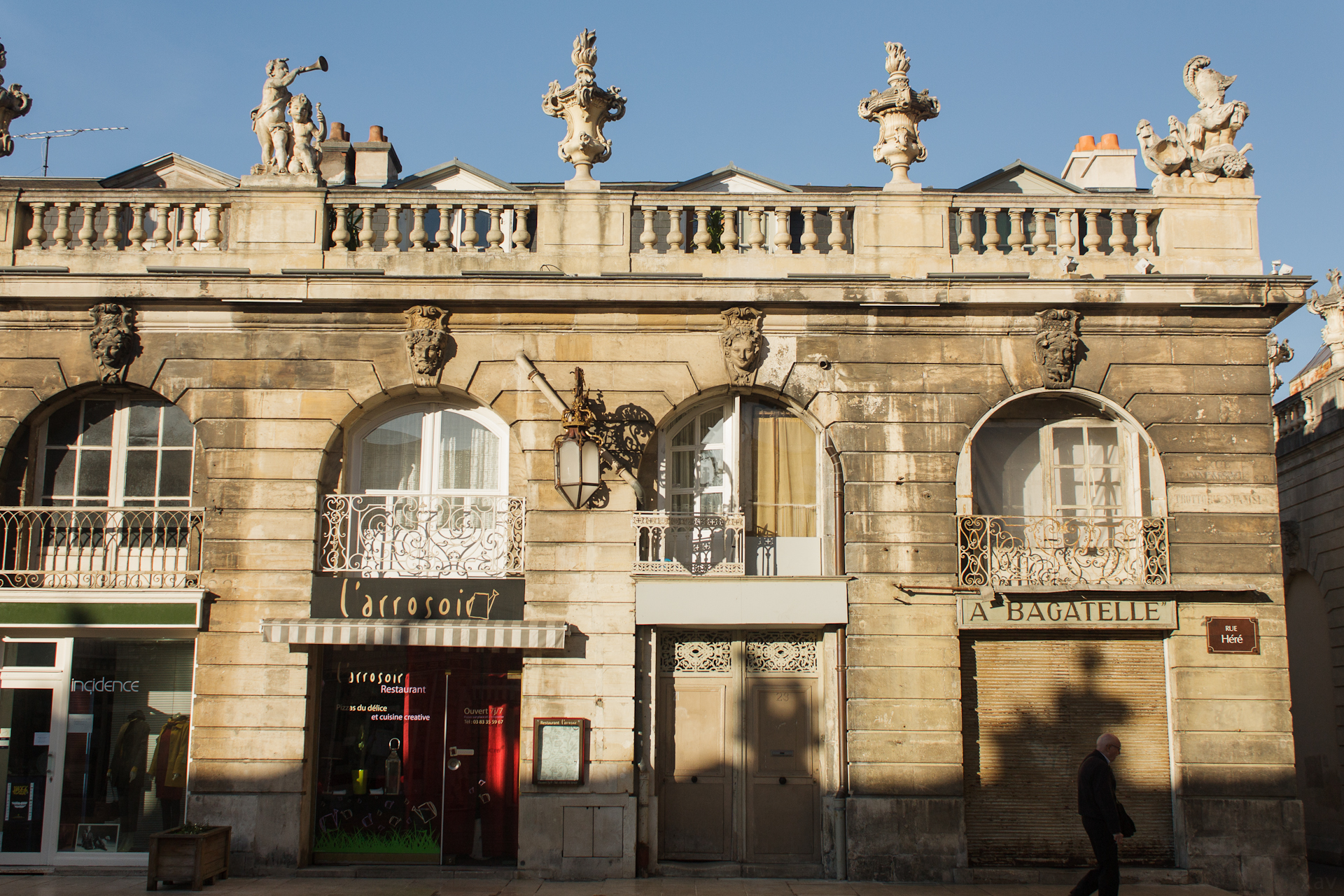
Immeubles, aux 21 et 23 de la rue.
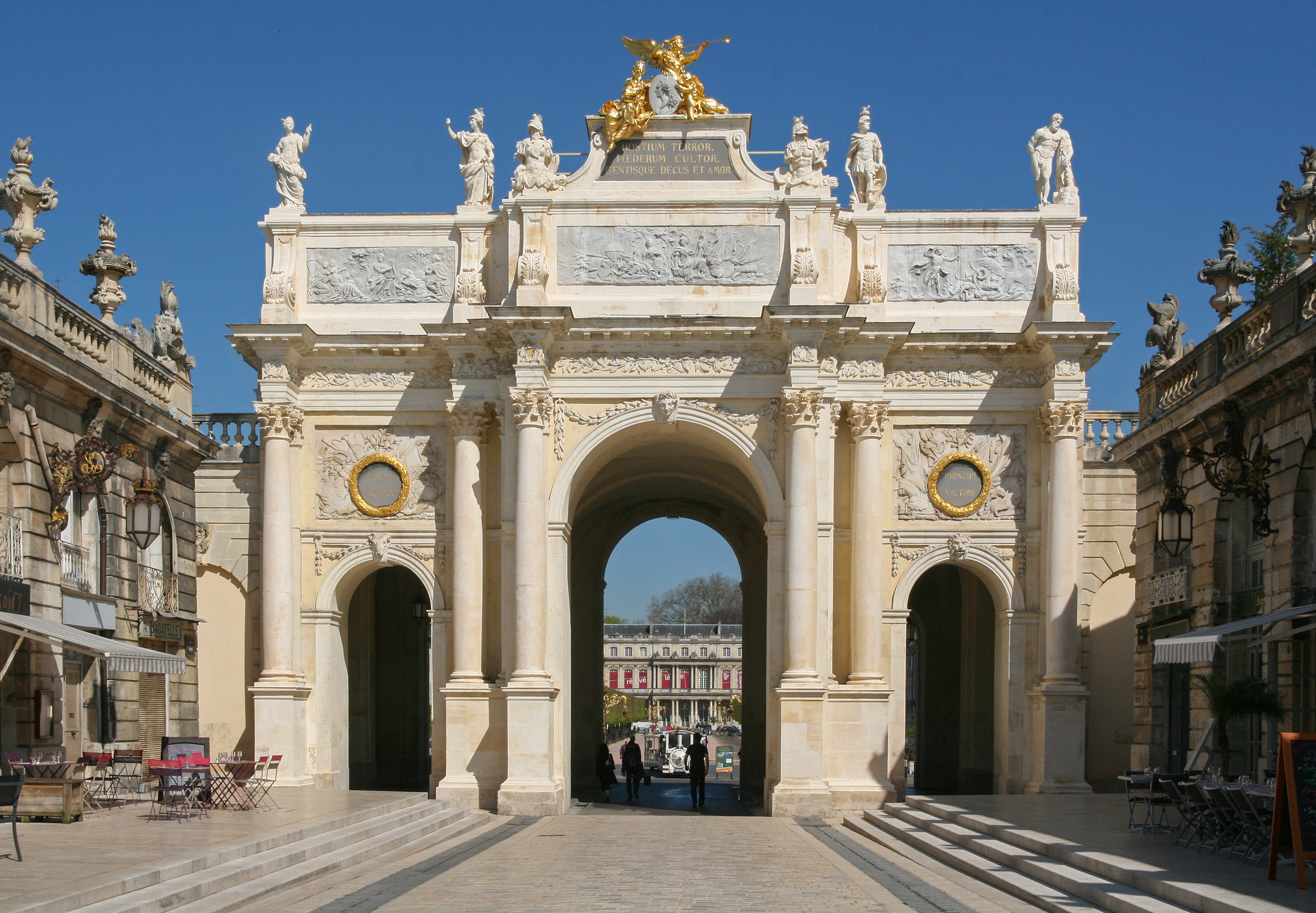
Vue sur l'Arc Héré.